# Поколение (сериал)
«Поколение» (стилизованный под Genera+ion) — американский драматический телесериал, премьера которого состоялась 11 марта 2021 года на HBO Max. В сентябре 2021 года сериал закрыли после одного сезона.
В России сериал доступен по подписке на Амедиатеке и КиноПоиск.
Сериал сосредоточен на группе старшеклассников в округе Ориндж, Калифорния, которые исследуют свою сексуальность в современном мире. Это проверяет их глубоко укоренившиеся убеждения о жизни и любви в их консервативном сообществе.

## В ролях
- Натанья Александр в роли Арианны,[4] богатой, сквернословящей лучшей подруги Наоми, которая скрывает свою неуверенность фанатичными шутками.
- Хлоя Ист в роли Наоми,[4] небрежной сестры-близнеца Натана.
- Нава Мау в роли Аны,[4] тети Греты, которая заботится о ней и её брате.
- Лукита Максвелл в роли Делайлы,[4] подруга-активистка Арианны и Наоми
- Хейли Санчес в роли Греты,[4] застенчивой лесбиянки, влюбленной в Райли.
- Ули Шлезингер в роли Нейтана ,[4] невротического брата-близнеца Наоми, который начинает исследовать свою бисексуальность.
- Натан Стюарт-Джарретт в роли Сэма,[5] нового школьного консультанта, который поддерживает связь с Честером.
- Чейз Суи Уондерс в роли Райли,[4] популярного студента и подающего надежды фотографа, лучшего друга Нейтана.
- Джастис Смит в роли Честера,[4] уверенного и открытого в себе студента-гея.
- Марта Плимптон в роли Меган,[6] нервная, консервативная мать Наоми и Натана.
- Сэм Траммелл в роли Марка,[4] мужа Меган и отца Наоми и Нейтана.
- Энтони Кейван в роли Пабло,[7] плохого парня и бывшего любовника Райли, который работает в океанариуме
- Дж. Август Ричардс в роли Джо,[7] одного из отцов Арианны.
- Джон Росс Боуи в роли Патрика,[7] одного из отцов Арианны и бывшего евангелиста.
- Мэри Бёрдсонг в роли миссис Калпеппер,[7] чрезмерно серьёзный руководитель факультета GSA.
- Патрисия Де Леон в роли Селы,[7] матери Греты.
- Сидни Мэй Диас в роли J,[7] бисексуальной стоунерки и философа, которая дружит с Честером.
- Алисия Коппола в роли Кэрол,[8] вмешивающейся матери Райли из пригорода.
- Марван Салама в роли Бо,[8] парень Честера (в конце 1 сезона)
- Марисела Зумбадо в роли Люсии,[8] уверенной в себе студентки-лесбиянки.
- Диего Джозеф в роли Купера[7]
- Тесса Альбертсон в роли Натальи, старшей сестры Наоми и Натана.
- Рэйчел Стубингтон в роли Эйприл

## Производство

### Разработка
«Поколение» было впервые анонсировано в сентябре 2019 года с пилотным заказом. Пилотный эпизод написал Дэниел Барнц и его дочь Зельда Барнц. Дэниел Барнц также снял пилотную серию. В декабре 2019 года сериал был официально заказан в производство. Сериал создан Дэниелом Барнцем и Зельдой Барнц. В число исполнительных продюсеров входят Дэниел, Зельда, Бен Барнц (муж Дэниела и другой отец Зельды), Дженни Коннер и Лена Данхэм. Планировалось, что продюсерские компании, задействованные в сериале, будут состоять из Good Thing Going Productions, We’re Not Brothers Productions и I Am Jenni Konner Productions. 14 сентября 2021 года HBO Max закрыл сериал после одного сезона.

### Актёры
В сентябре 2019 года Марта Плимптон, Джастис Смит, Хлоя Ист, Майкл Джонстон в роли Олли, Нава Мау, Хейли Санчес, Ули Шлезингер, Натания Александер в роли Арианны, Лукита Максвелл и Чейз Суи Уандерс были выбраны на главные роли, а Сэм Траммелл присоединился к актёрскому составу в фильме в том же месяце. В августе 2020 года к основному составу присоединился Натан Стюарт-Джарретт. В октябре 2020 года Энтони Кейван, Диего Джозеф, Дж. Огаст Ричардс, Джон Росс Боуи, Мэри Бёрдсонг, Патрисия Де Леон и Сидни Мэй Диас получили повторяющиеся роли. В декабре 2020 года Алисия Коппола, Марван Салама и Марисела Зумбадо присоединились к актёрскому составу в повторяющихся ролях.

### Съёмки
Съёмки пилотной серии начались в средней школе Южной Пасадены в сентябре 2019 года. Сериал продолжал сниматься во время пандемии COVID-19.

## Премьера
Премьера сериала состоялась 11 марта 2021 года, первые 3 серии стали доступны сразу. Сезон был разделен на две части по 8 серий, первая часть закончилась 1 апреля, а премьера второй состоялась 17 июня того же года.
17 августа 2022 года было объявлено, что HBO Max удалит несколько сериалов из сервиса, в том числе «Поколение».
Сериал стал доступен на Tubi 1 февраля 2023 года.

## Восприятие
Обзор сериала для Rolling Stone был дан Аланом Сепинуоллом, который поставил оценку 3/5 и сказал: «Поколение появляется в момент, когда на ТВ не хватает шоу о 'секретной жизни подростков', как это саркастически описывает Меган. Оно легче, чем некоторые свои конкуренты, но все ещё самосознательно… Тем не менее, здесь есть потенциал.» Салони Гаджар из The A.V. Club дала сериалу оценку B- и написала: «когда эти подростки начинают взаимодействовать друг с другом в более земном стиле, сильные стороны сериала проявляются, когда он глубоко затрагивает серьёзные вопросы, не становясь слишком мрачным.»
На Rotten Tomatoes сериал имеет рейтинг одобрения 74 % на основе 27 обзоров критиков, средняя оценка — 6/10. Консенсус критиков на сайте звучит так: «Скандальные претензии сериала могут показаться более искусственными, чем подлинными, но эта включающая портретизация Gen Z сияет, когда раскрывает универсальную боль тинейджеров». Metacritic дал сериалу взвешенную среднюю оценку 60 из 100 на основе 12 обзоров критиков, что указывает на «смешанные или средние отзывы».